# Acetato
Acetato ou etanoato é um íon negativo, ou ânion, tipicamente encontrado em solução aquosa. Muitas vezes, é escrito com a fórmula química {\displaystyle {\ce {C2H3O2-}}}. As moléculas neutras formadas pela combinação do íon de etilo e um íon positivo (ou catiónico) são também vulgarmente chamados "acetatos". A mais simples destas é o acetato de hidrogênio, ou ácido acético, com os correspondentes sais, ésteres, e o anião poliatômica {\displaystyle {\ce {CH3CO2-}}} ou {\displaystyle {\ce {CH3COO-}}}.
A maioria das aproximadamente 5 bilhões quilogramas de ácido acético produzido anualmente na indústria são utilizados na produção de acetatos, que normalmente têm a forma de polímeros. Na natureza, o acetato é o bloco de construção mais comum para a biossíntese. Por exemplo, os ácidos gordos são produzidas ligando os dois átomos de carbono a partir de acetato de um ácido gordo em crescimento.

## Nomenclatura
Na nomenclatura dos sais orgânicos utiliza-se o termo "acetato" ou "etanoato" e o nome do metal ligado a ele.
Exemplo:
{\displaystyle {\ce {[CH3COO]-}}} {\displaystyle {\ce {[Na]+}}}
"Acetato de sódio" ou "etanoato de sódio
Na nomenclatura dos ésteres utiliza-se o termo acetato ou etanoato e o nome do radical ligado a ele. 
Exemplo:
{\displaystyle {\ce {[CH3COO] - CH3}}}
"Acetato de metila" ou "etanoato de metila"
O nome sistemático de acetato é etanoato, mas o nome preferido da IUPAC continua a ser o nome comum, de acetato.

## Derivações
O termo  acetato também se refere ao disco de acetato usado para a produção de registros de áudio como também ao acetato de celulose, uma fibra especial e seus derivados do qual é feito as chapas de raio X.
Os acetatos podem ser encontrados em muitos produtos.
Historicamente, antes da descoberta do actínio, a abreviatura do íon acetato era "{\displaystyle {\ce {Ac}}}". Por exemplo, a fórmula do acetado de sódio era formulado como  "{\displaystyle {\ce {NaAc}}}". Para evitar esta confusão prefere-se formular o acetato de sódio como "{\displaystyle {\ce {CH3COONa}}}" ou "{\displaystyle {\ce {NaC2H3O2}}}".

## Compostos de acetato
- Acetato de benzila
- Acetato de sódio
- Acetato de potássio
- Acetato de alumínio
- Acetato de chumbo
- Acetato de cobre
- Acetato férrico
- Acetato de etila
- Acetato de amila
- Acetato de celulose